# 潜江市竹根滩高级中学
30°29′42″N 112°54′03″E / 30.49507°N 112.90073°E
潜江市竹根滩高级中学，又称竹根滩高级中学，是中华人民共和国湖北省潜江市竹根滩镇的一个高级中学，位于竹泽路20号。

## 特点
1958年创建，潜江市竹根滩高级中学占地面积57亩，校舍建筑总面积22551平方米，是副局级事业机构，属于潜江市教育局直属学校。1992年，学校筹资20万元修建办公楼。1994年，潜江市教育局直属四所高中，分别为潜江中学、潜江市园林高级中学、潜江市文昌高级中学和竹根滩高级中学。